# Андреас Ібертсбергер
Андреас Ібертсбергер (нім. Andreas Ibertsberger, нар. 27 липня 1982, Зальцбург) — колишній австрійський футболіст, півзахисник.
Виступав на батьківщині за «Аустрію» (Зальцбург) і національну збірну Австрії, а також за німецькі «Фрайбург», «Гоффенгайм 1899» та «Дуйсбург».

## Клубна кар'єра
У дорослому футболі дебютував 2001 року виступами за «Аустрію» (Зальцбург), в якій провів чотири сезони, взявши участь у 84 матчах чемпіонату. Більшість часу, проведеного у складі зальцбурзької «Аустрії», був основним гравцем команди.
Своєю грою за цю команду привернув увагу представників тренерського штабу «Фрайбурга», до складу якого приєднався на початку 2005 року. Відіграв за фрайбурзький клуб наступні три роки своєї ігрової кар'єри. Граючи у складі «Фрайбурга» також здебільшого виходив на поле в основному складі команди.
До складу клубу «Гоффенгайм 1899» приєднався у січні 2008 року. За чотири з половиною сезони встиг відіграти за гоффенгаймський клуб 83 матчі в національному чемпіонаті, після чого влітку 2012 року покинув клуб на правах вільного агента.
Після цього Ібертсбергер тривалий час лишався без клубу і тільки в кінці січня 2013 року підписав контракт до кінця сезону з можливістю продовжити ще на один рік з «Дуйсбургом», що виступав у другій німецькій Бундеслізі. До кінця сезону австрієць зіграв ллише у семи матчах чемпіонату і контракт з ним продовжений не був. Незабаром після цього півзахисник завершив ігрову кар'єру.

## Виступи за збірну
13 жовтня 2004 року дебютував в офіційних матчах у складі національної збірної Австрії в матчі проти збірної Північної Ірландії. Наразі провів у формі головної команди країни 14 матчів, забивши 1 гол.

## Тренерська кар'єра
26 червня 2014 було оголошено, що Ібертсбергер з сезону 2014/15 став новим помічником тренера в клубі «Гоффенгайм 1899 II».